# Ai Tsunoda Roustant
Ai Tsunoda Roustant   (Lleida, 19 d'abril de 2002) és una esportista catalana que competeix en judo. És filla de pare japonès, Go Tsunoda, i mare francesa, Céline Roustant, ambdós judokes retirats i actualment entrenadors del mateix esport.
Va guanyar dues medalles d'or al Campionat del Món Júnior el 2021 i 2022, i després una medalla de bronze als Campionats Europeus de Judo de 2024 en la categoria de –70 kg.
Als Jocs Olímpics de París guanya un diploma olímpic en caure en la lluita pel bronze en la categoria de -70kg.
Al Grand Slam de París de febrer del 2025 guanya l'or en la categoria de -70kg.